# Walt Hazzard
Walter Raphael Hazzard Jr. (Wilmington, 15 april 1942 – Los Angeles, 18 november 2011) was een Amerikaans basketballer. Hij won met het Amerikaans basketbalteam de gouden medaille op de Olympische Zomerspelen 1964.
Hazzard speelde voor het team van de Universiteit van Californië - Los Angeles, voordat hij in 1964 zijn NBA-debuut maakte bij de Los Angeles Lakers. In totaal speelde hij 10 seizoenen in de NBA. Tijdens de Olympische Spelen speelde hij 9 wedstrijden, inclusief de finale tegen de Sovjet-Unie. Gedurende deze wedstrijden scoorde hij 34 punten.
Na zijn carrière als speler was hij werkzaam als basketbalcoach.

4 Jim Barnes · 
5 Bill Bradley · 
6 Larry Brown · 
7 Joe Caldwell · 
8 Mel Counts · 
9 Richard Davies · 
10 Walt Hazzard · 
11 Lucious Jackson · 
12 Pete McCaffrey · 
13 Jeff Mullins · 
14 Jerry Shipp · 
15 George Wilson · 
Coach Henry Iba